# Le Mesnil-Vigot
Le Mesnil-Vigot foi uma comuna francesa na região administrativa da Normandia, no departamento Mancha. Estendia-se por uma área de 3,29 km². Em 2010 a comuna tinha 261 habitantes (densidade: 79,3 hab./km²).
Em 1 de janeiro de 2017, passou a formar parte da nova comuna de Remilly Les Marais.